# روني ميرفي (لاعب كرة سلة)
روني ميرفي (29 يوليو 1964 بدوفر في الولايات المتحدة - ) (بالإنجليزية: Ronnie Murphy)‏ هو لاعب كرة سلة أمريكي في مركز هجوم صغير الجسم. لعب مع بورتلاند ترايل بلايزرز.

## وصلات خارجية
- روني ميرفي على موقع إن بي أي (الإنجليزية)
- روني ميرفي على موقع سبورتس رفرنس (الإنجليزية)
- روني ميرفي على موقع كلية كرة السلة في سبورتس رفرنس.كوم (الإنجليزية)
- روني ميرفي على موقع ريلجم (الإنجليزية)
- روني ميرفي على موقع بروبوليرز (الإنجليزية)